# 風歌キャラバン
『風歌キャラバン』（かざうたキャラバン）は、日本のシンガーソングライター・ナオト・インティライミが2012年4月18日にユニバーサルシグマから発売した3枚目のオリジナル・フルアルバムである。

## 内容
ナオト・インティライミ名義では3枚目となるフルアルバム。通常盤と初回限定盤の二種リリース。初回限定盤にはDVD付き。

## 収録曲

### CD
全作曲：ナオト・インティライミ
1. Yeah! [4:33]
  - 作詞：ナオト・インティライミ、編曲：大久保薫・ナオト・インティライミ
2. 君に逢いたかった [4:40]
  - 作詞：ナオト・インティライミ・川村結花、編曲：SHIKATA・REO
3. ガムシャララ [4:36]
  - 作詞：ナオト・インティライミ、編曲：大久保薫・ナオト・インティライミ
4. 起志快晴 [3:46]
  - 作詞：ナオト・インティライミ・常田真太郎、編曲：Kenichi Kitsui・ナオト・インティライミ
5. Que sera sera [3:47]
  - 作詞：ナオト・インティライミ・JAMIL、編曲：donsuke・ナオト・インティライミ
6. Let me… [3:50]
  - 作詞：ナオト・インティライミ、編曲：Yuichi Hayashida
7. トリステーザ [3:50]
  - 作詞：ナオト・インティライミ・川村結花・JAMOSA、編曲：Yuichi Hayashida・ナオト・インティライミ
8. Message [4:47]
  - 作詞：ナオト・インティライミ・O-live、編曲：soundbreakers
9. はなうたキャラバン [5:29]
  - 作詞：ナオト・インティライミ、編曲：小山晃平・ナオト・インティライミ
10. Hello [4:05]
  - 作詞：ナオト・インティライミ・SHIKATA、編曲：SHIKATA・REO
11. こころことば [2:12]
  - 作詞：ナオト・インティライミ・常田真太郎、編曲：ナオト・インティライミ
12. 愛してた [4:28]
  - 作詞：ナオト・インティライミ、編曲：Yuichi Hayashida・ナオト・インティライミ

### DVD
1. 「Hello」 Music Video
2. 「君に逢いたかった」 Music Video
3. 「愛してた」 Music Video
4. 「Brave」 Live @日本武道館
5. 「今のキミを忘れない」 Live @日本武道館
6. 「タカラモノ 〜この声がなくなるまで〜」  Live @日本武道館